# Christian Presciutti
Christian Presciutti (né le 27 novembre 1982 à Venise) est un joueur de water-polo italien, attaquant de l'AN Brescia.
Il fait partie de l'équipe nationale italienne médaillée d'or aux Championnats du monde de natation 2011 à Shanghai et médaillée d'argent aux Jeux olympiques d'été de 2012.
Son frère Nicholas Presciutti est aussi joueur de water-polo.